# Shawn Fanning
Pour les articles homonymes, voir Fanning (homonymie).
Shawn Fanning (né le 22 novembre 1980) à Brockton est un informaticien américain. Il est le créateur de Napster, le premier logiciel P2P grand public. Le nom du logiciel correspond au pseudonyme qu'il utilisait sur les différents canaux IRC. Shawn Fanning s'est, depuis le procès de Napster, rangé dans la légalité, et a créé la société SNOCAP (en), une plate-forme de vente de musique en ligne.